# Дюкенфілд Генрі Скотт
Дюкенфілд Генрі Скотт (28 листопада 1854 — 29 січня 1934) — британський ботанік.

## Біографія
Його батьком був архітектор сер Джордж Гілберт Скотт. Народився у Лондоні, здобув освіту в Окфордському університеті (отримав ступінь магістра) та Вюрцбурзькому університеті (отримав ступінь доктора (PhD)), навчався у знаменитого ботаніка Юліуса фон Сакса.
З 1882 до 1885 був помічником професора ботаніки Університетському коледжі Лондона, та з 1885 до 1892 року — доцент біології (ботаніки) у Королівському науковому коледжі (англ. Royal College of Science), Південний Кенсінгтон. У 1892 році Скотт залишив Королівський коледж науки у зв'язку із призначенням його на посаду почесного хранителя лабораторії англ. Jodrell, Королівські ботанічні сади в К'ю, яку він займав протягом чотирнадцяти років Скотт опублікував багато робіт з ботаніки в наукових журналах. Він провів важливу роботу з палеоботаніки як молодший колега Вільяма Кроуфорда Вільямсона, одного із засновників палеоботаніки
З 1908 до 1912 року був президентом Лондонського Ліннеївського товариства. У 1916 році він був обраний членом Шведської королівської академії наук та у червні 1894 року членом Лондонського королівського товариства.

## Нагороди[4]
- Королівська медаль Лондонського королівського товариства (1906)
- Медаль Ліннея Лондонського Ліннеївського товариства (1921)
- Медаль Дарвіна Лондонського королівського товариства (1926)
- Медаль Волластона Лондонського геологічного товариства (1928)